# Edificio Telefónica (Valencia)
El edificio Telefónica es un edificio situado en la plaza del Ayuntamiento número 25 en la ciudad de Valencia (España). Es obra de los arquitectos Santiago Esteban de la Mora y Ignacio de Cárdenas Pastor. Actualmente en el año 2025 ha sido adquirido por la cadena hotelera internacional Marriott y se inició  la construcción del nuevo Grand Hotel Centenari Valencia de la marca de lujo Autograph Collection 

## Edificio
Fue construido por los arquitectos Santiago Esteban de la Mora y Ignacio de Cárdenas Pastor, que en aquel momento ya estaban trabajando en otras obras de Telefónica en España como el edificio Telefónica (ubicado en la Gran Vía de Madrid). 
Su estilo arquitectónico fundamentalmente perteneciente al racionalismo valenciano trajo a Valencia el estilo de los rascacielos de la escuela de Chicago, siendo el único ejemplo de este tipo en la ciudad.
Posee dos fachadas, la principal recayente a la plaza del Ayuntamiento número 25 y la otra recayente a la calle Ribera número 2. Su decoración es austera y funcional, propia de la función para la que fue diseñado. Consta de planta baja y seis alturas. Destacan en él las líneas rectas. Posee amplios ventanales que aportan luminosidad al interior. 
Es uno de los edificios de la plaza del Ayuntamiento que más difiere estéticamente del resto, lo cual le confiere singularidad. En la actualidad la planta baja sigue siendo ocupada por una tienda de Movistar, del grupo Telefónica.
El edificio ha sufrido notables modificaciones desde su diseño original, ya que estaba rematado por una torre central flanqueada por dos pináculos. En 1961 se eliminó la torre, que quedó anulada con la elevación de dos plantas más, y los pináculos, generando la imagen actual que se acerca a la estética de los rascacielos norteamericanos.
En el año 2025 ha sido adquirido por la cadena hotelera internacional Marriott y se inició la construcción del nuevo Grand Hotel Centenari Valencia de la marca de lujo Autograph Collection